# الیزابت رودینسکو
الیزابت رودینسکو (رومانیایی: Rudinescu؛ زادهٔ ۱۰ سپتامبر ۱۹۴۴) یک دانشمند در زمینه روان‌کاوی اهل فرانسه است.
وی همچنین برنده جوایزی همچون لژیون دونور (شوالیه) شده است.